# Hrabstwo Dawes

Piramida wieku hrabstwa

Hrabstwo Dawes (ang. Dawes County) – hrabstwo w stanie Nebraska w Stanach Zjednoczonych. W roku 2010 liczba mieszkańców wyniosła 9182. Stolicą i największym miastem jest Chadron.

## Geografia
Całkowita powierzchnia wynosi 3628,7 km² z czego woda stanowi 11,9 km² (0,33%).

### Miejscowości
- Chadron
- Crawford
- Whitney (wioska)